# Saint-Jean-de-Linières
Saint-Jean-de-Linières foi uma comuna francesa na região administrativa da Pays de la Loire, no departamento de Maine-et-Loire. Estendia-se por uma área de 8,66 km², com 1 400 habitantes, segundo os censos de 1999, com uma densidade de 161 hab/km².
Em 1 de janeiro de 2019, passou a formar parte da nova comuna de Saint-Léger-de-Linières.